# Thaba-Litšoene Community
Thaba-Litšoene Community är en gemenskap i Lesotho.   Den ligger i distriktet Qacha's Nek, i den sydöstra delen av landet, 150 km sydost om huvudstaden Maseru.